# القطاع (بعدان)

تعديل مصدري - تعديل

القطاع محلة تابعة لقرية السبل، التابعة لعزلة الحيث بمديرية بعدان إحدى مديريات محافظة إب في الجمهورية اليمنية، بلغ تعداد سكانها 24 حسب تعداد اليمن لعام 2004.